# NGC 3429
NGC 3429 este o galaxie situată în constelația Leul. A fost descoperită în  de către .